# Mistrovství Evropy v házené žen 2006
7. mistrovství Evropy v házené žen se konalo 7.12. až 17.12. 2006 v Švédsku.
Mistrovství se zúčastnilo 16 družstev, rozdělených do čtyř čtyřčlenných skupin. První tři týmy postoupili do dvou čtvrtfinálových skupin z nichž první dvě družstva hráli play off o medaile. Mistrem Evropy se stal tým Norska, který ve finále porazil tým Ruska. Třetí místo obsadil tým Francie.

## Místo konání
| Skövde          | Malmö           | Göteborg         | Stockholm       |
| --------------- | --------------- | ---------------- | --------------- |
| Arena Skövde    | Baltiska Hallen | Scandinavium     | Hovet           |
| Kapacita: 2 400 | Kapacita: 4 077 | Kapacita: 12 312 | Kapacita: 8 094 |
|                 |                 |                  |                 |

## Základní kola

### Skupina A
| Poř. | tým               | Z | V | R | P | VB  | OB | +/− | B | výsledek                 |
| ---- | ----------------- | - | - | - | - | --- | -- | --- | - | ------------------------ |
| 1.   | Maďarsko          | 3 | 3 | 0 | 0 | 107 | 72 | +35 | 6 | postup do hlavní skupiny |
| 2.   | Rakousko          | 3 | 2 | 0 | 1 | 83  | 94 | −11 | 4 | postup do hlavní skupiny |
| 3.   | Severní Makedonie | 3 | 1 | 0 | 2 | 72  | 81 | −9  | 2 | postup do hlavní skupiny |
| 4.   | Srbsko            | 3 | 0 | 0 | 3 | 77  | 92 | −15 | 0 |                          |

| 7. prosince 2006 | Srbsko  | 23–25 | Severní Makedonie | Arena Skövde, Skövde |
| 7. prosince 2006 | (11–14) |       |                   | Arena Skövde, Skövde |
| 7. prosince 2006 | Report  |       |                   | Arena Skövde, Skövde |

| 7. prosince 2006 | Maďarsko | 42–23 | Rakousko | Arena Skövde, Skövde |
| 7. prosince 2006 | (15–12)  |       |          | Arena Skövde, Skövde |
| 7. prosince 2006 | Report   |       |          | Arena Skövde, Skövde |

| 8. prosince 2006 | Rakousko | 32–27 | Srbsko | Arena Skövde, Skövde |
| 8. prosince 2006 | (17–10)  |       |        | Arena Skövde, Skövde |
| 8. prosince 2006 | Report   |       |        | Arena Skövde, Skövde |

| 8. prosince 2006 | Severní Makedonie | 22–30 | Maďarsko | Arena Skövde, Skövde |
| 8. prosince 2006 | (10–16)           |       |          | Arena Skövde, Skövde |
| 8. prosince 2006 | Report            |       |          | Arena Skövde, Skövde |

| 10. prosince 2006 | Rakousko | 28–25 | Severní Makedonie | Arena Skövde, Skövde |
| 10. prosince 2006 | (15–15)  |       |                   | Arena Skövde, Skövde |
| 10. prosince 2006 | Report   |       |                   | Arena Skövde, Skövde |

| 10. prosince 2006 | Maďarsko | 35–27 | Srbsko | Arena Skövde, Skövde |
| 10. prosince 2006 | (16–10)  |       |        | Arena Skövde, Skövde |
| 10. prosince 2006 | Report   |       |        | Arena Skövde, Skövde |

### Skupina B
| Poř. | tým       | Z | V | R | P | VB  | OB  | +/− | B | výsledek                 |
| ---- | --------- | - | - | - | - | --- | --- | --- | - | ------------------------ |
| 1.   | Norsko    | 3 | 3 | 0 | 0 | 102 | 63  | +39 | 6 | postup do hlavní skupiny |
| 2.   | Německo   | 3 | 2 | 0 | 1 | 83  | 77  | +6  | 4 | postup do hlavní skupiny |
| 3.   | Polsko    | 3 | 1 | 0 | 2 | 75  | 92  | −17 | 2 | postup do hlavní skupiny |
| 4.   | Slovinsko | 3 | 0 | 0 | 3 | 80  | 108 | −28 | 0 |                          |

| 7. prosince 2006 | Německo | 30–20 | Polsko | Scandinavium, Göteborg |
| 7. prosince 2006 | (14–9)  |       |        | Scandinavium, Göteborg |
| 7. prosince 2006 | Report  |       |        | Scandinavium, Göteborg |

| 7. prosince 2006 | Norsko | 43–20 | Slovinsko | Scandinavium, Göteborg |
| 7. prosince 2006 | (19–9) |       |           | Scandinavium, Göteborg |
| 7. prosince 2006 | Report |       |           | Scandinavium, Göteborg |

| 8. prosince 2006 | Slovinsko | 30–31 | Německo | Scandinavium, Göteborg |
| 8. prosince 2006 | (13–18)   |       |         | Scandinavium, Göteborg |
| 8. prosince 2006 | Report    |       |         | Scandinavium, Göteborg |

| 8. prosince 2006 | Polsko  | 21–32 | Norsko | Scandinavium, Göteborg |
| 8. prosince 2006 | (12–18) |       |        | Scandinavium, Göteborg |
| 8. prosince 2006 | Report  |       |        | Scandinavium, Göteborg |

| 10. prosince 2006 | Slovinsko | 30–34 | Polsko | Scandinavium, Göteborg |
| 10. prosince 2006 | (10–18)   |       |        | Scandinavium, Göteborg |
| 10. prosince 2006 | Report    |       |        | Scandinavium, Göteborg |

| 10. prosince 2006 | Norsko | 27–22 | Německo | Scandinavium, Göteborg |
| 10. prosince 2006 | (15–9) |       |         | Scandinavium, Göteborg |
| 10. prosince 2006 | Report |       |         | Scandinavium, Göteborg |

### Skupina C
| Poř. | tým        | Z | V | R | P | VB | OB | +/− | B | výsledek                 |
| ---- | ---------- | - | - | - | - | -- | -- | --- | - | ------------------------ |
| 1.   | Rusko      | 3 | 3 | 0 | 0 | 97 | 69 | +28 | 6 | postup do hlavní skupiny |
| 2.   | Chorvatsko | 3 | 2 | 0 | 1 | 67 | 70 | −3  | 4 | postup do hlavní skupiny |
| 3.   | Švédsko    | 3 | 1 | 0 | 2 | 57 | 69 | −12 | 2 | postup do hlavní skupiny |
| 4.   | Ukrajina   | 3 | 0 | 0 | 3 | 73 | 86 | −13 | 0 |                          |

| 7. prosince 2006 | Rusko   | 27–22 | Chorvatsko | Hovet, Stockholm |
| 7. prosince 2006 | (14–10) |       |            | Hovet, Stockholm |
| 7. prosince 2006 | Report  |       |            | Hovet, Stockholm |

| 7. prosince 2006 | Ukrajina | 18–22 | Švédsko | Hovet, Stockholm |
| 7. prosince 2006 | (8–11)   |       |         | Hovet, Stockholm |
| 7. prosince 2006 | Report   |       |         | Hovet, Stockholm |

| 8. prosince 2006 | Chorvatsko | 24–23 | Ukrajina | Hovet, Stockholm |
| 8. prosince 2006 | (11–11)    |       |          | Hovet, Stockholm |
| 8. prosince 2006 | Report     |       |          | Hovet, Stockholm |

| 8. prosince 2006 | Švédsko | 15–30 | Rusko | Hovet, Stockholm |
| 8. prosince 2006 | (7–15)  |       |       | Hovet, Stockholm |
| 8. prosince 2006 | Report  |       |       | Hovet, Stockholm |

| 10. prosince 2006 | Rusko   | 40–32 | Ukrajina | Hovet, Stockholm |
| 10. prosince 2006 | (18–19) |       |          | Hovet, Stockholm |
| 10. prosince 2006 | Report  |       |          | Hovet, Stockholm |

| 10. prosince 2006 | Chorvatsko | 21–20 | Švédsko | Hovet, Stockholm |
| 10. prosince 2006 | (10–12)    |       |         | Hovet, Stockholm |
| 10. prosince 2006 | Report     |       |         | Hovet, Stockholm |

### Skupina D
| Poř. | tým        | Z | V | R | P | VB | OB | +/− | B | výsledek                 |
| ---- | ---------- | - | - | - | - | -- | -- | --- | - | ------------------------ |
| 1.   | Španělsko  | 3 | 2 | 0 | 1 | 78 | 67 | +11 | 4 | postup do hlavní skupiny |
| 2.   | Francie    | 3 | 2 | 0 | 1 | 76 | 74 | +2  | 4 | postup do hlavní skupiny |
| 3.   | Dánsko     | 3 | 2 | 0 | 1 | 77 | 71 | +6  | 4 | postup do hlavní skupiny |
| 4.   | Nizozemsko | 3 | 0 | 0 | 3 | 65 | 84 | −19 | 0 |                          |

| 7. prosince 2006 | Španělsko | 26–16 | Nizozemsko | Baltiska Hallen, Malmö |
| 7. prosince 2006 | (11–9)    |       |            | Baltiska Hallen, Malmö |
| 7. prosince 2006 | Report    |       |            | Baltiska Hallen, Malmö |

| 7. prosince 2006 | Dánsko | 20–24 | Francie | Baltiska Hallen, Malmö |
| 7. prosince 2006 | (10–8) |       |         | Baltiska Hallen, Malmö |
| 7. prosince 2006 | Report |       |         | Baltiska Hallen, Malmö |

| 8. prosince 2006 | Francie | 24–28 | Španělsko | Baltiska Hallen, Malmö |
| 8. prosince 2006 | (12–15) |       |           | Baltiska Hallen, Malmö |
| 8. prosince 2006 | Report  |       |           | Baltiska Hallen, Malmö |

| 8. prosince 2006 | Nizozemsko | 23–30 | Dánsko | Baltiska Hallen, Malmö |
| 8. prosince 2006 | (12–17)    |       |        | Baltiska Hallen, Malmö |
| 8. prosince 2006 | Report     |       |        | Baltiska Hallen, Malmö |

| 10. prosince 2006 | Dánsko  | 27–24 | Španělsko | Baltiska Hallen, Malmö |
| 10. prosince 2006 | (17–12) |       |           | Baltiska Hallen, Malmö |
| 10. prosince 2006 | Report  |       |           | Baltiska Hallen, Malmö |

| 10. prosince 2006 | Francie | 28–26 | Nizozemsko | Baltiska Hallen, Malmö |
| 10. prosince 2006 | (11–13) |       |            | Baltiska Hallen, Malmö |
| 10. prosince 2006 | Report  |       |            | Baltiska Hallen, Malmö |

### Skupina 1
| Poř. | tým               | Z | V | R | P | VB  | OB  | +/− | B  | výsledek             |
| ---- | ----------------- | - | - | - | - | --- | --- | --- | -- | -------------------- |
| 1.   | Norsko            | 5 | 5 | 0 | 0 | 160 | 111 | +49 | 10 | postup do semifinále |
| 2.   | Německo           | 5 | 4 | 0 | 1 | 143 | 116 | +27 | 8  | postup do semifinále |
| 3.   | Maďarsko          | 5 | 3 | 0 | 2 | 167 | 134 | +33 | 6  | o 5. místo           |
| 4.   | Polsko            | 5 | 2 | 0 | 3 | 130 | 156 | −26 | 4  |                      |
| 5.   | Rakousko          | 5 | 1 | 0 | 4 | 121 | 173 | −52 | 2  |                      |
| 6.   | Severní Makedonie | 5 | 0 | 0 | 5 | 113 | 144 | −31 | 0  |                      |

| 12. prosince 2006 | Severní Makedonie | 33–35 | Polsko | Scandinavium, Göteborg |
| 12. prosince 2006 | (21–16)           |       |        | Scandinavium, Göteborg |
| 12. prosince 2006 | Report            |       |        | Scandinavium, Göteborg |

| 12. prosince 2006 | Maďarsko | 27–34 | Německo | Scandinavium, Göteborg |
| 12. prosince 2006 | (9–19)   |       |         | Scandinavium, Göteborg |
| 12. prosince 2006 | Report   |       |         | Scandinavium, Göteborg |

| 12. prosince 2006 | Rakousko | 24–39 | Norsko | Scandinavium, Göteborg |
| 12. prosince 2006 | (14–18)  |       |        | Scandinavium, Göteborg |
| 12. prosince 2006 | Report   |       |        | Scandinavium, Göteborg |

| 13. prosince 2006 | Maďarsko | 37–21 | Polsko | Scandinavium, Göteborg |
| 13. prosince 2006 | (16–9)   |       |        | Scandinavium, Göteborg |
| 13. prosince 2006 | Report   |       |        | Scandinavium, Göteborg |

| 13. prosince 2006 | Rakousko | 22–34 | Německo | Scandinavium, Göteborg |
| 13. prosince 2006 | (11–19)  |       |         | Scandinavium, Göteborg |
| 13. prosince 2006 | Report   |       |         | Scandinavium, Göteborg |

| 13. prosince 2006 | Severní Makedonie | 13–28 | Norsko | Scandinavium, Göteborg |
| 13. prosince 2006 | (10–17)           |       |        | Scandinavium, Göteborg |
| 13. prosince 2006 | Report            |       |        | Scandinavium, Göteborg |

| 14. prosince 2006 | Rakousko | 24–33 | Polsko | Scandinavium, Göteborg |
| 14. prosince 2006 | (12–20)  |       |        | Scandinavium, Göteborg |
| 14. prosince 2006 | Report   |       |        | Scandinavium, Göteborg |

| 14. prosince 2006 | Severní Makedonie | 20–23 | Německo | Scandinavium, Göteborg |
| 14. prosince 2006 | (10–10)           |       |         | Scandinavium, Göteborg |
| 14. prosince 2006 | Report            |       |         | Scandinavium, Göteborg |

| 14. prosince 2006 | Maďarsko | 31–34 | Norsko | Scandinavium, Göteborg |
| 14. prosince 2006 | (16–17)  |       |        | Scandinavium, Göteborg |
| 14. prosince 2006 | Report   |       |        | Scandinavium, Göteborg |

### Skupina 2
| Poř. | tým        | Z | V | R | P | VB  | OB  | +/− | B  | výsledek             |
| ---- | ---------- | - | - | - | - | --- | --- | --- | -- | -------------------- |
| 1.   | Rusko      | 5 | 5 | 0 | 0 | 145 | 112 | +33 | 10 | postup do semifinále |
| 2.   | Francie    | 5 | 3 | 0 | 2 | 122 | 117 | +5  | 6  | postup do semifinále |
| 3.   | Švédsko    | 5 | 2 | 0 | 3 | 109 | 120 | −11 | 4  | o 5. místo           |
| 4.   | Chorvatsko | 5 | 2 | 0 | 3 | 117 | 120 | −3  | 4  |                      |
| 5.   | Španělsko  | 5 | 2 | 0 | 3 | 124 | 133 | −9  | 4  |                      |
| 6.   | Dánsko     | 5 | 1 | 0 | 4 | 118 | 133 | −15 | 2  |                      |

| 12. prosince 2006 | Chorvatsko | 27–29 | Španělsko | Hovet, Stockholm |
| 12. prosince 2006 | (21–16)    |       |           | Hovet, Stockholm |
| 12. prosince 2006 | Report     |       |           | Hovet, Stockholm |

| 12. prosince 2006 | Rusko   | 25–24 | Francie | Hovet, Stockholm |
| 12. prosince 2006 | (10–11) |       |         | Hovet, Stockholm |
| 12. prosince 2006 | Report  |       |         | Hovet, Stockholm |

| 12. prosince 2006 | Švédsko | 27–22 | Dánsko | Hovet, Stockholm |
| 12. prosince 2006 | (15–12) |       |        | Hovet, Stockholm |
| 12. prosince 2006 | Report  |       |        | Hovet, Stockholm |

| 13. prosince 2006 | Chorvatsko | 21–22 | Francie | Hovet, Stockholm |
| 13. prosince 2006 | (10–8)     |       |         | Hovet, Stockholm |
| 13. prosince 2006 | Report     |       |         | Hovet, Stockholm |

| 13. prosince 2006 | Švédsko | 24–19 | Španělsko | Hovet, Stockholm |
| 13. prosince 2006 | (10–10) |       |           | Hovet, Stockholm |
| 13. prosince 2006 | Report  |       |           | Hovet, Stockholm |

| 13. prosince 2006 | Rusko   | 32–27 | Dánsko | Hovet, Stockholm |
| 13. prosince 2006 | (17–13) |       |        | Hovet, Stockholm |
| 13. prosince 2006 | Report  |       |        | Hovet, Stockholm |

| 14. prosince 2006 | Švédsko | 23–28 | Francie | Hovet, Stockholm |
| 14. prosince 2006 | (13–13) |       |         | Hovet, Stockholm |
| 14. prosince 2006 | Report  |       |         | Hovet, Stockholm |

| 14. prosince 2006 | Chorvatsko | 26–22 | Dánsko | Hovet, Stockholm |
| 14. prosince 2006 | (16–9)     |       |        | Hovet, Stockholm |
| 14. prosince 2006 | Report     |       |        | Hovet, Stockholm |

| 14. prosince 2006 | Rusko   | 31–24 | Španělsko | Hovet, Stockholm |
| 14. prosince 2006 | (14–11) |       |           | Hovet, Stockholm |
| 14. prosince 2006 | Report  |       |           | Hovet, Stockholm |

### o 5. místo
| 16. prosince 2006 | Maďarsko | 32–25 | Švédsko | Hovet, Stockholm |
| 16. prosince 2006 | (17–12)  |       |         | Hovet, Stockholm |
| 16. prosince 2006 | Report   |       |         | Hovet, Stockholm |

### Semifinále
| 16. prosince 2006 | Německo | 29–33 | Rusko | Hovet, Stockholm |
| 16. prosince 2006 | (13–16) |       |       | Hovet, Stockholm |
| 16. prosince 2006 | Report  |       |       | Hovet, Stockholm |

| 16. prosince 2006 | Norsko  | 28–24 | Francie | Hovet, Stockholm |
| 16. prosince 2006 | (15–12) |       |         | Hovet, Stockholm |
| 16. prosince 2006 | Report  |       |         | Hovet, Stockholm |

### o 3. místo
| 17. prosince 2006 | Francie | 29–25 | Německo | Hovet, Stockholm |
| 17. prosince 2006 | (14–11) |       |         | Hovet, Stockholm |
| 17. prosince 2006 | Report  |       |         | Hovet, Stockholm |

### Finále
| 17. prosince 2006 | Norsko  | 27–24 | Rusko | Hovet, Stockholm |
| 17. prosince 2006 | (16–12) |       |       | Hovet, Stockholm |
| 17. prosince 2006 | Report  |       |       | Hovet, Stockholm |

## Konečné pořadí
| Zlatá medaile    | Norsko            |
| Stříbrná medaile | Rusko             |
| Bronzová medaile | Francie           |
| 4                | Německo           |
| 5                | Maďarsko          |
| 6                | Švédsko           |
| 7                | Chorvatsko        |
| 8                | Polsko            |
| 9                | Španělsko         |
| 10               | Rakousko          |
| 11               | Dánsko            |
| 12               | Severní Makedonie |
| 13               | Ukrajina          |
| 14               | Srbsko            |
| 15               | Nizozemsko        |
| 16               | Slovinsko         |